# 兀愛
兀愛（?—?），原名王諴，元朝大臣，是高麗王朝宗室，永寧公王的第三子，信安侯王雍的弟弟。兀愛是他的蒙古名。
高丽封他为寧仁侯。元世祖至元十八年（1281年），袭兄王雍（阿剌帖木儿）之职为高丽军民总管、东征左副都元帅。至元二十四年（1287年），参与平定乃颜叛乱。又跟随月鲁儿那演在蒙可山、那江讨伐塔不歹、合丹大王（哈丹秃鲁干）。统兵五千，在黑龙江大战脱欢。次年，参与征讨哈丹秃鲁干和古都秃鲁干，战于高丽。至元二十九年（1292年），改任东征左副都元帅府，命他领新设立的总管高丽女直汉军万户府，依然兼沈州安抚使、高丽军民总管。

## 家族
- 祖先：高麗顯宗→平壤公王基→樂浪侯王瑛→承化伯王禎→汉南伯王𣏌→信安侯王珹→桂城侯王沅→清化侯王璟→永寧公王→王諴（兀愛）
- 子：
  - 司空 王元
  - 守司徒 王禔

## 延伸阅读
[在维基数据编辑]
 《新元史/卷176》，出自柯劭忞《新元史》